# Resolució 1001 del Consell de Seguretat de les Nacions Unides
La Resolució 1001 del Consell de Seguretat de les Nacions Unides fou adoptada per unanimitat el 30 de juny de 1995. Després de reafirmar les resolucions 813 (1993), 856 (1993), 866 (1993), 911 (1994), 950 (1994), 972 (1995) i 985 (1995) el Consell ha debatut l'aplicació dels acords de pau al país i va estendre el mandat de la Missió d'Observació de les Nacions Unides a Libèria (UNOMIL) fins al 15 de setembre de 1995.
El Consell va assenyalar que es necessitarien més esforços, inclòs el de la Comunitat Econòmica dels Estats d'Àfrica Occidental, per avançar en el procés de pau. Encara no hi havia cap Consell d'Estat i no hi havia cap alto el foc en vigor. S'expressà preocupació en la lluita inter i intra-faccions en les parts de Libèria, que tenien un efecte perjudicial sobre la població civil i els esforços de les organitzacions humanitàries per proporcionar alleujament. Es va instar a les parts a respectar el dret internacional humanitari i els drets humans. Hi havia contínues violacions de l'embargament d'armes imposat a la Resolució 788 (1992).
El Consell de Seguretat va subratllar que un major suport de la comunitat internacional per al procés de pau dependria de les accions de les parts liberianes per resoldre el conflicte pacíficament. En ampliar el mandat de la UNOMIL al 15 de setembre de 1995 el Consell esperava que les parts utilitzessin aquest temps per fer progressos importants en l'aplicació de diversos acords, i en concret:
(a) instal·lar el Consell d'Estat;
(b) restaurar l'alto el foc;
(c) desactivació de totes les forces;
(d) crear un calendari per a la implementació d'aspectes dels acords de pau.
Si els passos no es feien efectius abans del 15 de setembre, el mandat de la UNOMIL no es prorrogaria, però si ho fossin, es milloraria. Es cridaren les parts a Libèria a respectar l'estatut del personal de l'UNOMIL i la força de pau del Grup de Monitorització de la Comunitat Econòmica dels Estats de l'Àfrica Occidental (ECOMOG) i permetre l'accés de la població a l'ajuda humanitària. Es va instar a majors esforços per la comunitat internacional, incloent-hi les contribucions al fons per prestar assistència, els esforços polítics per l'Organització de la Unitat Africana i la cooperació entre la UNOMIL i l'ECOMOG.
Finalment, es va demanar al Secretari General Boutros Boutros-Ghali que informés al Consell el 15 de setembre de 1995 sobre la situació al país.